# Горицы (Брестская область)
Горицы (бел. Горыцы) — деревня, расположенная в 3 км восточнее пгт Антополь.
Деревня появилась в 1967 году, после известного указа Совмина БССР о расселении хуторов. Хутора возле нынешней деревни появились в 1907 году, после начала проведения аграрной реформы П. А. Столыпина, направленной на устранение общинного землевладения. Большая часть земель была выкуплена зажиточными крестьянами и середняками у помещиков. В среднем семья имела 12-13 десятин земли (1 десятина равняется примерно 1,1 га). Однако большая часть земель была непригодна для земледелия (низкорослые леса, болота).
Большая часть хуторян имела максимум 2-3-х классное образование в церковной школе, которое велось на польском языке. Отношение поляков к местным жителям было пренебрежительным.
После присоединения Западной Белоруссии к СССР в сентябре 1939 года, вся земельная собственность была конфискована у крестьян в пользу колхозов. За крестьянами оставались лишь небольшие наделы земли, четкого межевания которых в предвоенный период проведено не было.
В годы Великой Отечественной войны большая часть населения хуторов помогало партизанскому движению. В прилегающих лесах с весны 1943 по июль 1944 года функционировал партизанский отряд им. А. А. Жданова. Несколько человек были вывезены немцами на работу в Германию, впоследствии они эмигрировали в Канаду, испугавшись сталинских лагерей.
С июля 1944 по май 1945 года большая часть мужского населения была призвана в армию, многие были убиты и ранены. Сотрудничавших с нацистами не наблюдалось. Однако после войны несколько семей принимало участие в движении за независимость («бандеровцы»), некоторые из них были осуждены на 10-15 лет лагерей.
В послевоенное время жизнь на хуторе оставалась тяжелой, людей насильно заставляли работать в колхозах. Пенсии стали выдавать только в 1960-х гг., по размеру они уступали пенсиям городского населения. В 60-е гг. средний размер пенсии составлял — 12 руб., в 70-е гг. — 25 руб., в 80-е гг. — 33 руб.
В настоящее время заселен только один хутор. Последние хутора были ликвидированы в 70-80-х гг. XX столетия. На хуторах отсутствовало электричество, жители пользовались свечами и керосиновыми лампами. Это явилось одной из главных причин переезда в деревню.